# Храм Владимира и Ольги (Обнинск)
Храм в честь святых равноапостольных князей Владимира и Ольги — приходской православный храм в городе Обнинске Калужской области. Относится к 3-му благочинию Калужской епархии Русской православной церкви. Расположен в бывшем здании бильярдной. Рядом ведётся строительство церковного здания.

## История

### Церковь Святителя Николая на Репинке
Из писцовых книг известно о деревянном храме Николы на Репинке, освященном в честь святителя и чудотворца Николая. Храм располагался на берегу реки Репинка. Храм упомянут в писцовой книге Малоярославецкого уезда под 1588 годом; принадлежал селу Гриднево Репенской волости, которым владели Андрей и Фёдор Раевские.
Следующими владельцами села были князья Козловские, Борис Годунов, с 1620-х годов царь Михаил Фёдорович Романов. В 1628 году обновлена или строилась новая церковь. В конце XVII века храм сгорел, но в 1693 году — восстановлен. Владельческая запись 1732 года относит владение к Андрею Ивановичу Пущину.
В 1756 и 1782 года храм упоминается в ведомстве Пафнутьева монастыря. В XIX веке на месте храма была кладбищенская часовня.

### Церковь святых Владимира и Ольги
Современное здание возведено в городском парке в период активного строительства Обнинска в период с 1946 по 1954 годы, в нем размещалась бильярдная, затем зал игровых автоматов. Передача помещения и оборудование его для православного богослужения было обусловлено духовным пробуждением в городе, инициатива исходила от благочинного Ростислава Колупаева при активной поддержке местного духовенства: священников Сергия Демьянова, Владимира Егорова и Александра Брязгина, что получило одобрение и соответствующее решение мэра города Михаила Владимировича Шубина. Принимая во внимание, что статус города был присвоен Обнинску 24 июля 1956 года и в ближайший воскресный день ежегодно отмечается День города, а именно данное помещение стало первым православным культовым местом в тогдашней городской черте, было предложено посвятить храм святым Владимиру и Ольге, подчеркнув духовную связь.
11 июня 1994 году здание было освобождено прежним владельцем, 14 июня 1994 года его посетил архиепископ Климент (Капалин), первое богослужение прошло 15 июня 1994 года. Неоценимую помощь в подготовке и переоборудовании оказали военнослужащие соседней воинской части, прихожане Преображенского храма в Спас-Загорье и благотворители, среди них Альфа-Банк и ООО Русник.
С 1997 года — храм имеет статус Архиерейского подворья.

### Церковь Покрова Богородицы
C 16 июня 2016 года община приступила к строительству нового храма на прилегающей территории в парке, что вызывает полемику среди городской общественности. Новый храм будет посвящен в честь Покрова Пресвятой Богородицы с приделами в честь святых равноапостольных великого князя Владимира и великой княгини Ольги, святителя Николая, Мирликийского Чудотворца, и с подземным крестильным храмом в честь преподобного Корнилия Псково-Печерского.

## Почитаемые святыни
- Икона с частицей мощей св. Климента
- Калужская икона Божией Матери
- Икона Божией Матери «Неупиваемая чаша», освященная в Серпуховском Высоцком монастыре у чудотворного образа
- Икона святителя Николая, в память о храме Николы на Репинке.

## Духовенство
В первоначальный период при игумене Ростиславе (Колупаеве) служили:
- Священник Сергий Демьянов
- Священник Владимир Егоров
- Священник Александр Брязгин[2].

- Протоиерей Олег Чекрыгин — настоятель с 1998 по 2003 год[3], создал храм во имя Сошествия Св. Духа[4].

- Протоиерей Дмитрий Моисеев — настоятель с 2003 года[5].
  - Протоиерей Сергий Балахонов